# Hesperis hedgei
Hesperis hedgei är en korsblommig växtart som beskrevs av Peter Hadland Davis och Kit Tan. Hesperis hedgei ingår i släktet hesperisar, och familjen korsblommiga växter. Inga underarter finns listade i Catalogue of Life.